# ウィリアム・クライトン (第2代ダンフリーズ伯爵)
第2代ダンフリーズ伯爵ウィリアム・クライトン（英語: William Crichton, 2nd Earl of Dumfries PC、1605年以降 – 1691年）は、スコットランド貴族、枢密顧問官。名誉革命の後の1690年9月10日に爵位を一旦返上して、同年11月3日にウィリアム3世による再叙爵を受けた。息子を2人もうけたが、2人ともに先立たれたため、爵位は孫ウィリアムが継承した。

## 生涯
初代ダンフリーズ伯爵ウィリアム・クライトンと1人目の妻ユーフェミア（Euphemia、1630年までに没、ジェームズ・セトンの娘、パトリック・ハミルトンの未亡人）の長男として生まれた。
生まれた時点でサンカー周辺に多くの地所を所有したが、スコットランド王ジェームズ6世（イングランド王としてはジェームズ1世）が1617年にスコットランドを訪れたとき、その祝いに向けた多額の支出により財政難になり、1642年までにサンカーでの資産を売却してカムノックに転居した。
1642年/1643年に父が死去すると、ダンフリーズ伯爵位を継承した。
1686年、カヴェナンターのアレクサンダー・ペデンの死体がソーン城から掘り起こされてカムノックに運ばれ、死後の絞首刑が行われようとした。ダンフリーズ伯爵は妻の要請を受けて死後処刑を止めたという。
名誉革命の後の1690年9月10日に爵位を一旦返上して、同年11月3日にウィリアム3世による再叙爵を受けた。
1691年に死去、孫ウィリアムが爵位を継承した。

## 家族
1618年8月29日、ペネロープ・スウィフト（Penelope Swift、1605年以降 – 1686年以降、ヨークシャー州長官サー・ロバート・スウィフトの娘）と結婚、2男3女をもうけた。
- ロバート（1641年12月19日洗礼 – ?） - 早世[3]
- チャールズ（1690年3月11日までに没） - 1679年、サラ・ダルリンプル（Sarah Dalrymple、初代ステア子爵ジェームズ・ダルリンプルの三女）と結婚、1男4女をもうけた。息子ウィリアムが爵位を継承したが、息子のないまま1694年に死去したため姉妹ペネロープが継承した[3]
- エリザベス - 1658年1月、第8代エグリントン伯爵アレクサンダー・モンゴメリー（英語版）と結婚[3]
- ペネロープ（1744年12月3日没） - 第4代ダンフリーズ女伯爵[3]
- メアリー（1644年2月15日洗礼 – ?） - 生涯未婚[3]